# Wieniec-Zdrój
Wieniec-Zdrój is een dorp in de Poolse woiwodschap Koejavië-Pommeren. De plaats maakt deel uit van de gemeente Brześć Kujawski en telt 120 inwoners.